# FK Gwardija Feodossija
Der FK Gwardija Feodossija (russisch ФК Гвардия Феодосия) ist ein Fußballverein aus Feodossija, einer Stadt auf der von Russland besetzten ukrainischen Halbinsel Krim. Der Verein spielt derzeit in der Krim-Liga mit, welche seit Annexion der Krim durch Russland im Jahr 2014 die höchste Spielklasse für Mannschaften von der Krim ist.

## Geschichte
Der FK Gwardija wurde am 26. August 2022 in Feodossija gegründet und nahm zunächst an Amateur-Meisterschaften der Krim teil. Zur Saison 2024 wurde der Verein in die höchste Spielklasse der Krim aufgenommen. Am 7. April 2024 bestritt der FK Gwardija sein erstes Ligaspiel. Das Spiel beim FC Sparta-KT Molodischne ging jedoch mit 1:3 verloren. Am darauffolgenden Spieltag am 13. April 2024 gewann die Mannschaft durch einen 5:1-Sieg gegen den FK Inkomsport-Zarechnoye Kujbyschewe seine ersten drei Punkte. Am Saisonende sicherte sich der FK Gwardija mit dem 6. Platz den Klassenerhalt und nimmt auch 2025 an der Krim-Liga teil.

## Stadion
Der FK Gwardija Feodossija trägt seine Heimspiele im Sportszentrum „Skif“ in Nowopawlowka im Rajon Bachtschyssaraj aus. Es bietet Platz für 4000 Zuschauer.